# Bella Dodd
Maria Assunta Isabella Visono coniugata Dodd (Picerno, 1904 – 29 aprile 1969) è stata un'attivista statunitense, che fu membro del Partito Comunista d'America (CPUSA) negli anni '30 e '40 ma in seguito divenne un'anti-comunista. Dopo la sua diserzione dal Partito Comunista nel 1949, testimoniò che uno dei suoi compiti, come agente comunista, era quello di incoraggiare i giovani radicali ad entrare nei seminari cattolici romani.

## Biografia
Nacque a Picerno in Basilicata nell'allora Regno d'Italia nel 1904 e battezzata col nome di Maria Assunta Isabella. Nel 1917, entrò nella scuola di Evander Childs. Quattro anni dopo, vincendo una borsa di studio statale, frequentò l'Hunter College, dove conseguì un AB, sviluppando un interesse per le questioni sociali e passando all'agnosticismo. Studiò per il proprio di master presso la Columbia University, lavorando per un dottorato in filosofia, poi passò alla divisione legale. Successivamente, si laureò presso la School of Law della New York University dove conseguì il titolo di dottore in giurisprudenza. Insegnante e avvocato di professione, Dodd fu un'organizzatrice del CPUSA dal 1932 al 1948, e dal 1944 al '48 sedeva nel Consiglio nazionale del CPUSA. Ha anche lavorato come capo della New York State Teachers Union. Fu espulsa dal CPUSA nel 1949. Apparentemente, fu espulsa perché rappresentò un proprietario in una controversia legale con un affittuario, che era una violazione del regolamento del Partito contro il riconoscimento o la difesa del diritto alla proprietà privata. Tuttavia, l'espulsione di Dodd dal Partito faceva parte di una purga più ampia in seguito alla cacciata di Earl Browder come Segretario Generale del CPUSA.

## Testimone del Congresso nell'infiltrazione comunista

### Chiesa cattolica
Dodd testimoniò davanti al Comitato per le attività antiamericane della Camera degli Stati Uniti (HUAC). Affermò: "Negli anni '30 spronammo al sacerdozio centinaia di uomini per distruggere la Chiesa dall'interno: l'idea era che questi uomini venissero ordinati, e poi salissero sulla scala di influenza e autorità come Monsignori e Vescovi"
Dodd disse ad Alice von Hildebrand che:
"Quando era un membro attivo del partito, aveva trattato con non meno di quattro cardinali all'interno del Vaticano che lavoravano per noi, [cioè il Partito Comunista]" (Rivista dell'Ordine Cristiano, "La Chiesa in crisi", ristampato dal latino Rivista di massa).
Dodd fece una dichiarazione scritta e giurata pubblica che è stato testimoniata da un certo numero di persone, tra cui Paul e Johnine Leininger.
Nel suo affidavit pubblico, tra le altre cose, Dodd ha dichiarato: 
"Verso la fine degli anni 1920 e 1930, le direttive furono inviate da Mosca a tutte le organizzazioni del Partito Comunista. Per distruggere la Chiesa [romana] cattolica dall'interno, i membri del partito dovevano essere radicati nei seminari e nelle organizzazioni diocesane... Io stesso, ho messo circa 1.200 uomini nei seminari cattolici".
von Hildebrand confermò che Dodd aveva dichiarato pubblicamente le stesse cose a cui aveva attestato nel suo affidavit pubblico.

### Governo USA
Nel 1953, ha testimoniato davanti al Senato degli Stati Uniti sull'infiltrazione diffusa del Partito nei sindacati e in altre istituzioni. L'11 marzo 1953, il New York Times pubblicò un articolo in prima pagina intitolato "Bella Dodd afferma che i Reds hanno ottenuto post sui consigli presidenziali". L'articolo riporta che Dodd "ha giurato oggi alla sottocommissione della sicurezza interna del Senato che i comunisti erano entrati in molti uffici legislativi del Congresso e in un certo numero di gruppi che consigliavano il Presidente degli Stati Uniti". [9] Il New York Times riferì l'8 marzo 1954 che Bella Dodd "... avvertì ieri che la" filosofia materialistica "[cioè il materialismo dialettico ] che lei sosteneva ora stava guidando l'istruzione pubblica, alla fine avrebbe demoralizzato la nazione. " [10]

### Carriera Politica
Nel 1968, Dodd fece un tentativo infruttuoso di diventare un membro del Congresso degli Stati Uniti come candidato del Partito conservatore di New York; ha perso con un margine significativo. [11] È arrivata all'ultimo posto con il 3% dei voti, contro l'incombente democratico Leonard Farbstein (facilmente rieletto con il 53%), Donald Weeden (repubblicano), Ralph Denat (liberale) e David McReynolds (Pace e libertà).

## Morte
Dodd morì a New York, Il 29 aprile 1969, all'età di 64 anni dopo aver subito un intervento chirurgico alla cistifellea.
Fu sepolta nel cimitero di Gate of Heaven a Pleasantville, New York.

## Opere
- Bella Dodd, School of Darkness, New York, P.J. Kenedy & Sons, 1954.